# 명성희
명성희는 대한민국의 가수, 성악가이다.

## 학력
- 서울예술대학교 실용음악학과 졸업
- 평양음악무용대학 성악학과 졸업

## 경력
- 2000년 ~ 2003년 평양영화방송음악단 단원

## 음반
- 2010년 명가람 Single
- 2015년 오라
- 2015년 Dream
- 2021년 카톡해줘요